# Linda Vista, Nayarit
Linda Vista är en ort i Mexiko.   Den ligger i kommunen Del Nayar och delstaten Nayarit, i den centrala delen av landet, 700 km nordväst om huvudstaden Mexico City. Linda Vista ligger 2 209 meter över havet och antalet invånare är 769.
Terrängen runt Linda Vista är kuperad österut, men västerut är den bergig. Runt Linda Vista är det mycket glesbefolkat, med 5 invånare per kvadratkilometer. Närmaste större samhälle är Santa Teresa, 12,9 km nordost om Linda Vista. I omgivningarna runt Linda Vista växer huvudsakligen savannskog.